# Truebella skoptes
Truebella skoptes är en groddjursart som beskrevs av Anna Graybeal och David Cannatella 1995. Truebella skoptes ingår i släktet Truebella och familjen paddor. Inga underarter finns listade i Catalogue of Life.
Arten är endast känd från regionen Junín i Peru. Den hittades där i Anderna vid 2745 meter överhavet. I området finns gräsmarker.
Antagligen påverkas beståndet av landskapets omvandling till jordbruksmark. Populationens storlek är okänd.  IUCN kategoriserar arten globalt som otillräckligt studerad.